# Museu Baron Martin
O Museu Baron Martin é um palácio-museu da França, localizado em Gray. 
O museu está abrigado em um palácio do século XVIII, erguido sobre uma estrutura medieval. Antigamente era posse dos Duques da Borgonha, e no século XVII foi absorvido pela coroa. 
Possui muitos ambientes internos dos séculos XVII e XVIII preservados, com grande quantidade de obras de arte, e outros espaços adaptados para exposições temporárias, além de guardar uma coleção de antiguidades gregas e peças de arqueologia da região.